# Manoir de Langonaval
Le manoir de Langonaval est situé à Lannion en France.

## Localisation
Le manoir est situé sur la commune de Lannion  dans le département des Côtes-d'Armor, dans la région Bretagne.

## Historique
Le manoir est inscrit et classé partiellement au titre des monuments historiques par arrêtés respectifs des 7 décembre 1925 et 14 novembre 1983.

## Galerie

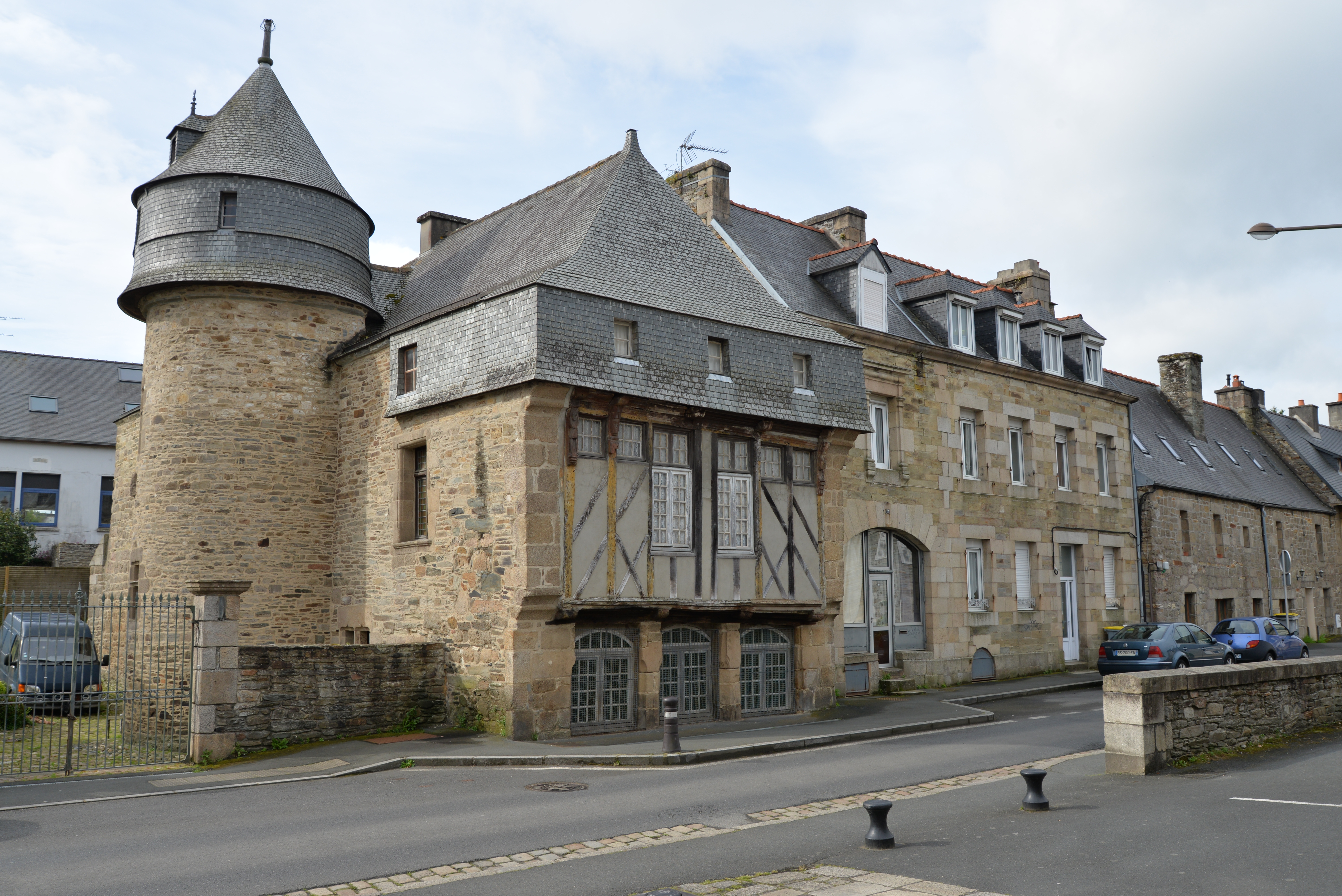
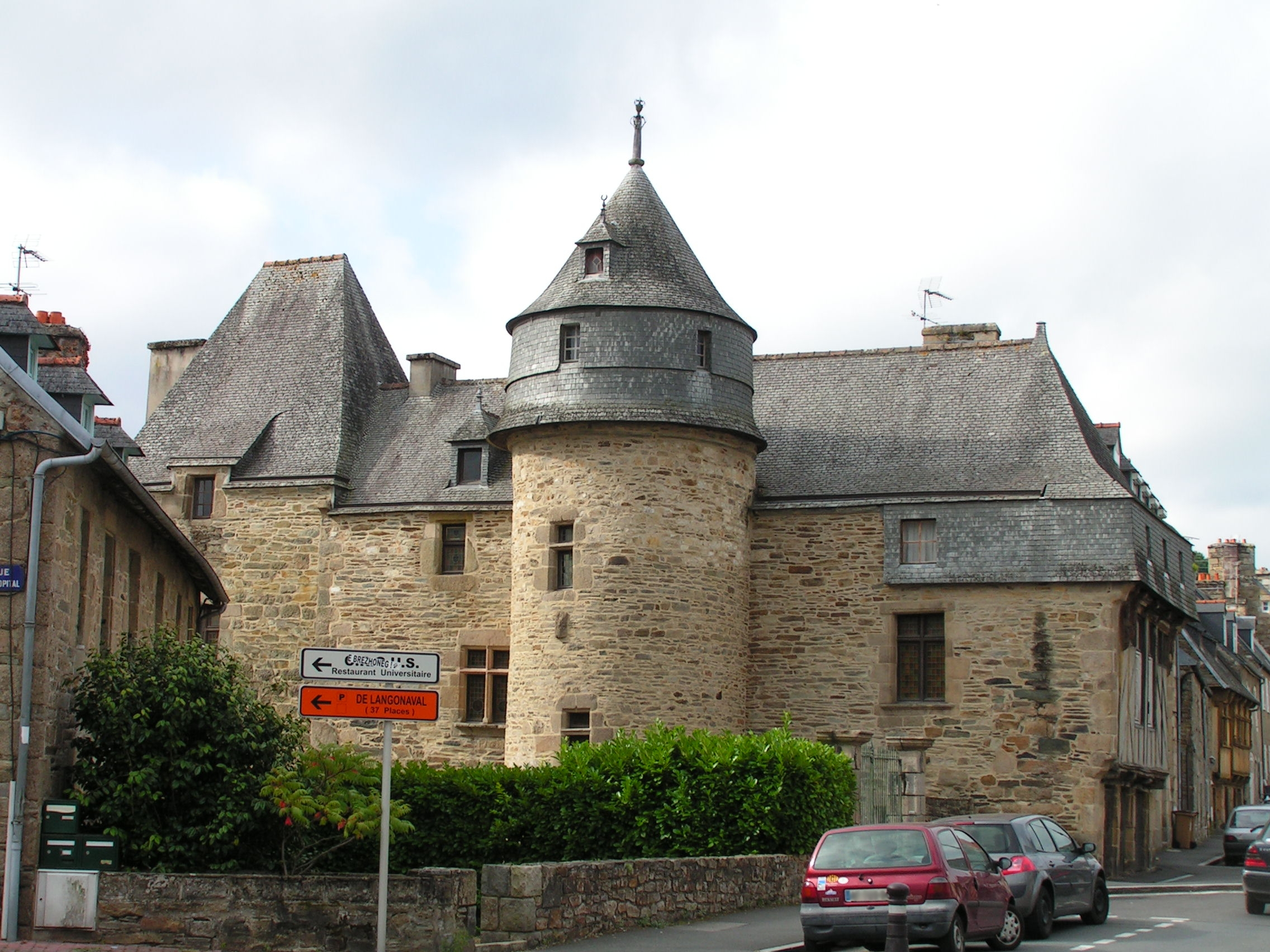
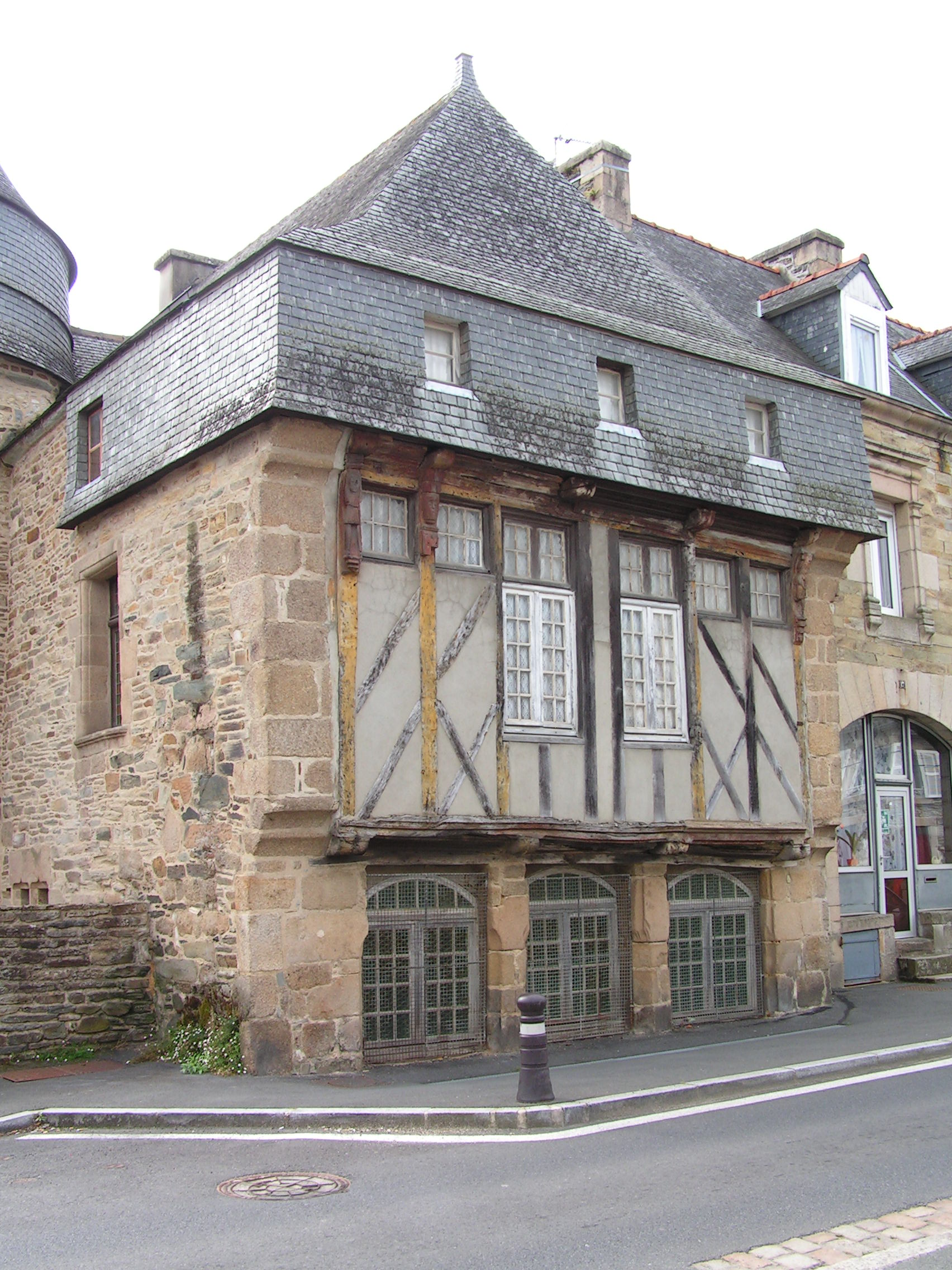